# KNM ER 1813

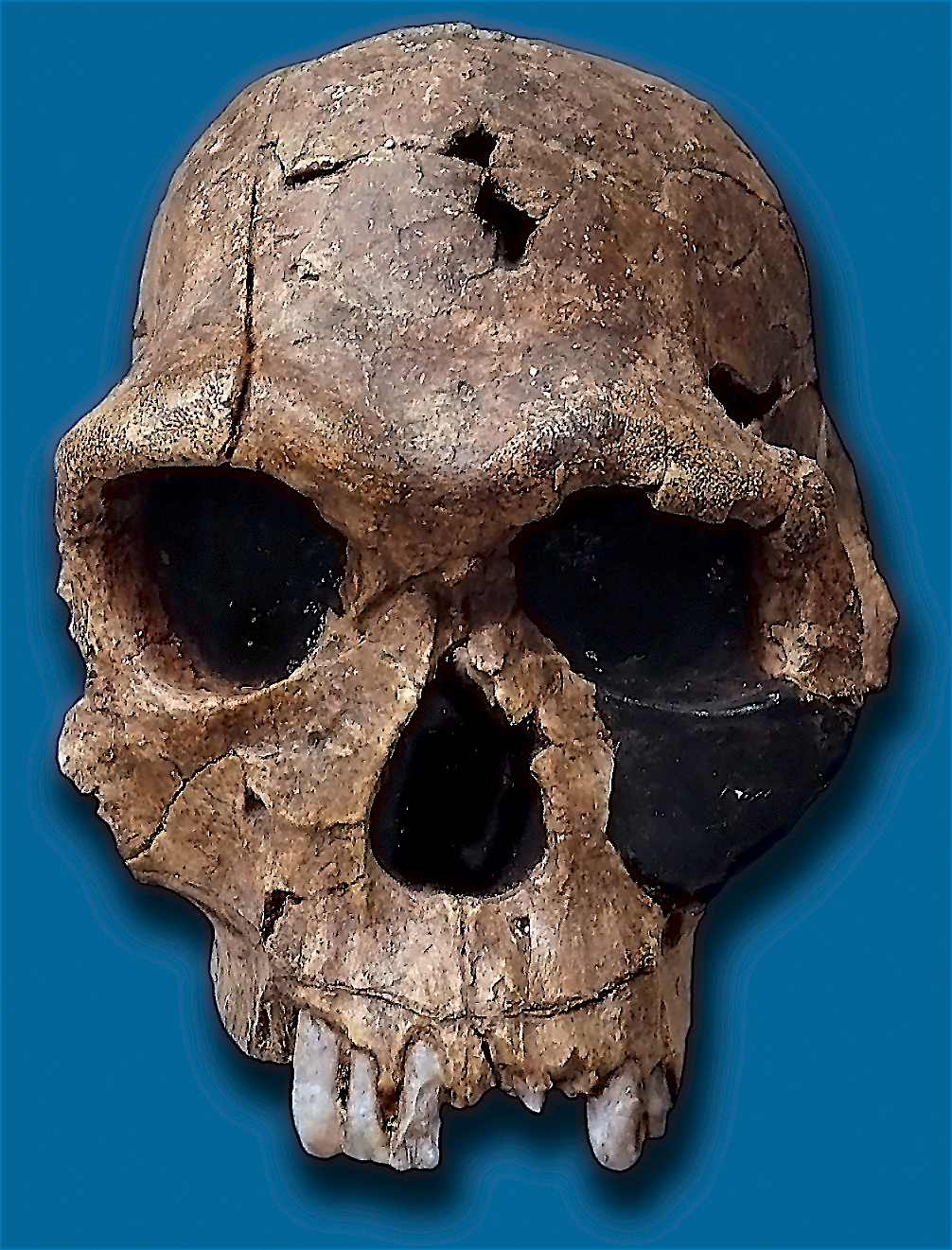
Homo habilis KNMR 1813 descoberto em Koobi Fora (réplica)

KNM ER 1813 é um um crânio da espécie Homo habilis. Foi descoberto em Koobi Fora, no Quênia por Kamoya Kimeu em 1973, e é estimado em 1,9 milhões de anos.
Suas características incluem um tamanho menor do que outros Homo habilis, mas com uma morfologia de H. habilis totalmente adulta e típica.
É um adulto (os terceiros molares foram completamente irrompidos e mostraram sinais de desgaste) com uma capacidade craniana estimada em apenas 510 cc.
A designação indica o espécime 1813, coletado da margem leste do Lago Rudolf (agora Lago Turkana) para os Museus Nacionais do Quênia.